# Lumière du Monde Télévision
Lumière du Monde Télévision ou LMTV, est une chaîne de télévision chrétienne évangélique panafricaine qui a ses studios de production à Abidjan en Côte d'ivoire. Disponible en français et en anglais, elle est transmise par satellitedans 48 pays de l'Afrique Subsaharienne et en France, tant en accès gratuit que par bouquets cryptés, TNT, OTT et le Web dans le monde entier.

## Histoire
LMTV a été fondée en décembre 2008 par Dieudonné Gollet à Abidjan. En juin 2023, elle est devenue disponible sur le bouquet Freebox en France .

## Programmation
LMTV diffuse des magazines, des clips musicaux, des reportages, des documentaires et des films.
Chaque année, elle organise un concours de chant pour les jeunes.

## Voir Aussi